# Tunisair
Get Closer
Tunisair (arabe : الخطوط التونسية) (code IATA : TU, code OACI : TAR) est le nom commercial de la compagnie aérienne nationale de la Tunisie. Appelée officiellement Société tunisienne de l'air, elle est fondée le 21 octobre 1948.

## Histoire

### Naissance et premiers développements
Le 21 octobre 1948 paraît le décret créant officiellement la Compagnie aérienne tunisienne de l'air, également appelée Tunisair, d'un capital de 60 millions de francs français auquel participent le gouvernement tunisien, Air France et des privés. Le 7 décembre 1948 est la date de nomination de M. Pomey à la tête de Tunisair, lors d'une première réunion constitutive à Dar El Bey. Mais c'est le 1er avril 1949 que Tunisair commence l'exploitation des avions qui lui sont affrétés par Air France.
En 1954, alors qu'elle réalise des bénéfices de 3,2 millions de francs, la compagnie acquiert son premier DC-4 suivi de deux autres en 1956, année au cours de laquelle une ligne directe reliant Tunis à Paris est ouverte. En 1958 commence la « tunisification » du personnel formé en France et au Maroc et apparaissent les premières hôtesses de l'air tunisiennes.
Le 2 septembre 1961, la première Caravelle d'une capacité de 76 sièges, achetée par Tunisair, est livrée alors qu'en 1962 est inauguré l'aéroport de Tunis dont la piste agrandie peut recevoir les Boeing 707. En 1965, la compagnie ouvre ses premiers bureaux à l'étranger (Paris, Genève, Francfort-sur-le-Main et Rome). Dès la fin des années 1960, le quart du trafic passagers de la compagnie est représenté par les vols charters et Tunisair conclut en conséquence un accord avec l'Office national du tourisme et du thermalisme.

### Nouvelle flotte et modernisation

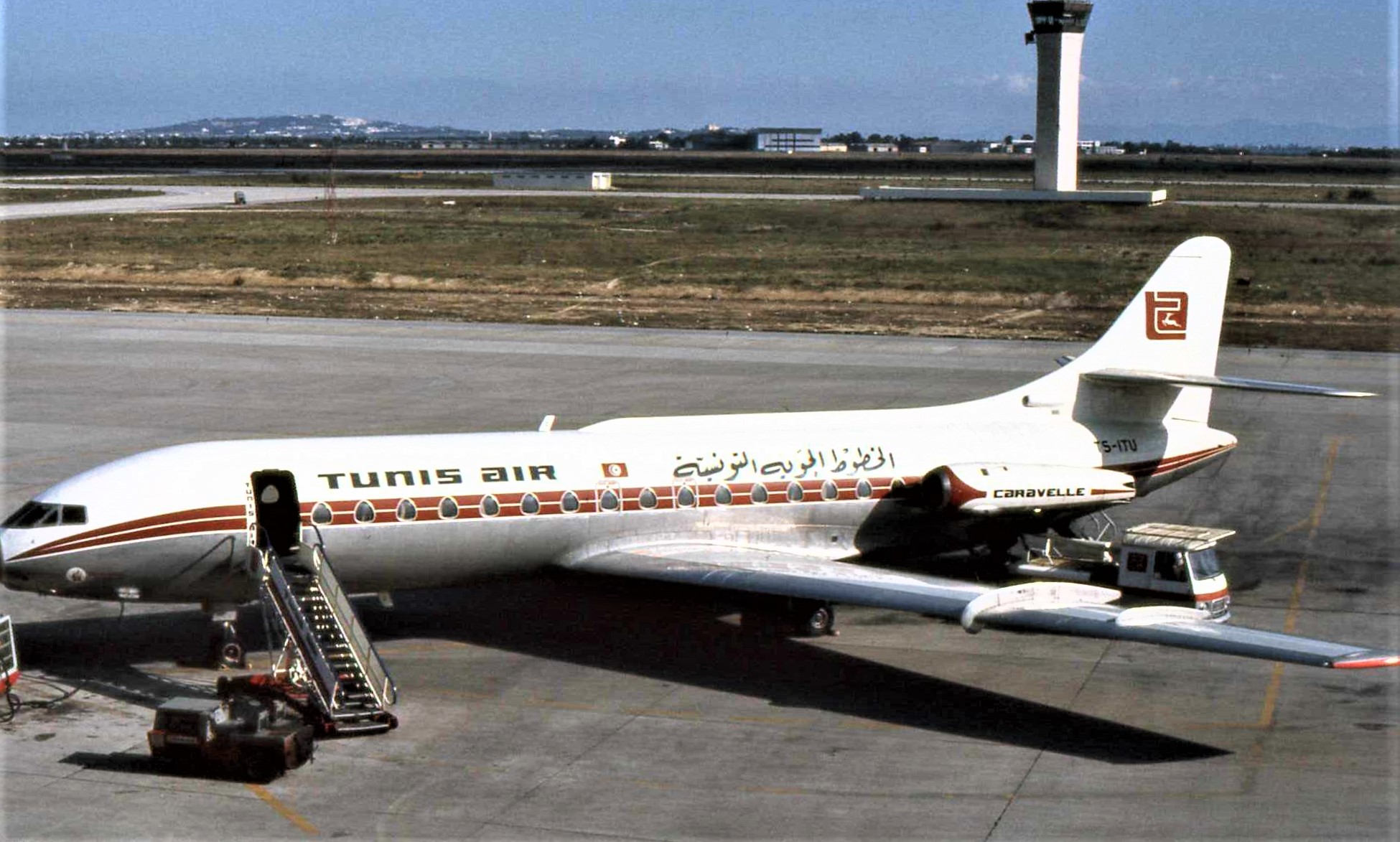
Caravelle III aux couleurs de Tunisair sur l'aéroport de Tunis en 1973.

En 1971, elle acquiert son premier Boeing 727-200 et, en 1977, retire graduellement les Caravelles du trafic après avoir acquis au total dix Boeing. Dans le même temps, elle dépasse pour la première fois le million de passagers transportés en une seule année. Le 29 octobre 1979 est mis en service son premier Boeing 737-200 puis son premier Airbus A300 en juin 1982, deux Airbus A320 en 1990 et un Boeing 737-500 en avril 1992.

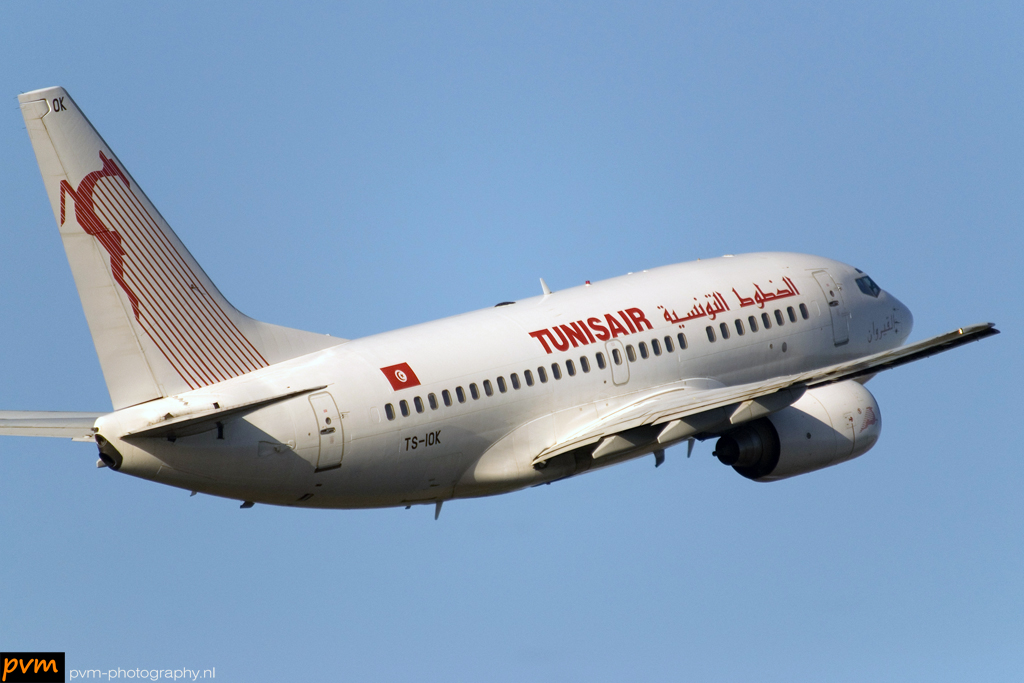
Boeing 737-600 (Kairouan) au décollage.

Son logo, une gazelle stylisée, est modifié en 1990 pour lui donner un aspect plus dynamique et plus épuré. En juin 1995, l'État lance une offre publique de vente portant sur 20 % du capital de Tunisair. En 1998, année du cinquantenaire de sa fondation, la compagnie aérienne transporte cinquante millions de passagers. En 2001, Tunisair débute la création de filiales avec Tunisie Catering puis Tunisair Handling (assistance au sol) et Tunisair Technics (assistance technique), créée en partenariat avec Lufthansa, en 2005. Tunisair s'inscrit également dans le processus de modernisation de ses canaux de vente avec l'introduction du e-ticketing en mars 2005 et le lancement de son site web en septembre 2005. La compagnie allemande participe également à la mise en place de la nouvelle stratégie commerciale de la compagnie en 2006.
Le 6 avril 2007, elle obtient la certification ISO 9001, trois ans après l'avoir décrochée une première fois en février 2004. La compagnie aérienne s'était faite certifier pour la première fois (ISO 9002) en octobre 2000. En 2009, le groupe Tunisair transporte 10,16 millions de passagers, répartis à 54 % sur les vols charters et 46 % sur le trafic régulier. Tunisair détient par ailleurs 51 % du capital de la compagnie Mauritania Airways créée le 18 décembre 2006 et mise en liquidation judiciaire le 8 mars 2012. Une nouvelle ligne entre Tripoli et l'île de Djerba est ouverte le 10 mai 2012.

### Difficultés post-révolutionnaires et ouverture du marché
En 2013, Tunisair emploie 3 711 personnes, soit environ 116 personnes par avion. En septembre 2014, la PDG confirme la poursuite du plan de restructuration avec le licenciement d'environ 1 700 employés.
En avril 2015, Sarra Rejeb est nommée au poste de PDG en remplacement de Salwa Sghaier.
En 2016, la PDG doit faire face a des accusations de corruption, d'abus et de favoritisme pour avoir embauché des membres de sa famille au sein de la compagnie. Elle nie les faits et tente de les expliquer. Le 30 décembre 2016, le ministre du Transport, Anis Ghedira, annonce qu'elle est nommée PDG de la Société nationale des chemins de fer tunisiens en remplacement de Sabiha Derbel ; elle se voit remplacée par Elyès Mnakbi, ancien colonel de l'armée de l'air et ancien manager d'une compagnie civile, la SONAPROV.
En janvier 2017, la compagnie annonce une croissance de 8,6 % du trafic passager par rapport à janvier 2016, le nombre de passagers passant de 221 452 à 240 555 principalement grâce à l'activité charter. Cependant, malgré ces bons résultats, le coefficient de remplissage diminue de 71,3 % à 70.4 % sur la même période. Le 23 février, Tunisair lance une action tarifaire estivale pour les Tunisiens résidant à l'étranger, Early Purchase, et deux nouvelles lignes aériennes vers Constantine et Conakry. Le 3 mars, la compagnie suspend temporairement ses vols en raison de tensions entre deux corps de métiers internes (pilotes et techniciens) qui aboutissent à des heurts entre un commandant de bord et son copilote et des techniciens au départ d'un vol pour Paris.
Dans le cadre d'une nouvelle politique de redynamisation de la compagnie, plusieurs décisions sont alors prises. Ainsi, le 19 mai, la compagnie présente le nouvel uniforme du personnel navigant ainsi que de celui présent au sol. Un uniforme qui se veut « sobre, élégant, moderne, et fonctionnel ». De plus, la direction décide de proposer deux offres tarifaires dont la mission est de relancer l'attractivité et la réputation de la compagnie ; ces deux offres ciblent les voyages en classes affaires et des promotions dans le cadre de l'offre ramadan 2017.
En août 2017, la direction annonce que le trafic passagers a connu un accroissement de 22,7 % en juillet par rapport à la même période en 2016. En septembre, la compagnie annonce l'ouverture de son premier vol vers Cotonou, la capitale économique du Bénin ; cette ligne doit être opérationnelle à partir du 16 décembre de la même année avec une escale à Abidjan. En octobre, la compagnie inaugure son nouveau système de réservation pour smartphone, le « Site Web Mobile ».
La compagnie doit aborder une nouvelle donne avec l'ouverture du ciel tunisien à la concurrence des vols charters européens. En effet, le 11 décembre 2017, l'accord de libéralisation du ciel tunisien est officiellement paraphé avec l'Union européenne. Ce projet obligeant la direction de Tunisair à agir, celle-ci annonce qu'elle va ouvrir en 2018 un vol vers New York mais également, d'ici fin 2020, vers Khartoum, Douala, N'Djaména, Accra, Lagos et Libreville. Elle annonce aussi une modernisation de sa flotte d'avions. Cependant, selon certains experts comme Sami Tahri, secrétaire général-adjoint de l'Union générale tunisienne du travail, cette donne conduira à la privatisation de Tunisair,.
En janvier 2018, la direction annonce, pour l'activité de 2017, des chiffres à la hausse par rapport à 2016. Elle informe que le trafic passager a augmenté de 17,1 %, passant de 2 991 841 à 3 502 475 passagers. Cela s'accompagne d'une hausse des recettes, ces dernières passant de 995,1 millions de dinars à 1,28 milliard de dinars, avec toutefois une baisse au niveau de la ponctualité des vols qui affiche un taux de 44 % contre 55 % l'année précédente. La presse parle alors d'une « année exceptionnelle ».
En juin 2019, dans le souci d'améliorer ses services et lutter contre les retards, la direction annonce qu'elle va supprimer 200 vols prévus entre les 1er juin et 15 septembre 2019, ce qui représente 10 % de ses vols mensuels.
En mai 2023, Tunisair passe avec la compagnie ukrainienne SkyUp un accord de mise à disposition de trois Boeing 737-800 sous la formule ACMI (aircraft, crew, maintenance, and insurance, c'est-à-dire « aéronef, équipage, entretien et assurance » à la charge de SkyUp) pour absorber les pointes de trafic. Tunisair ajoute généralement à l'équipage ukrainien un personnel de cabine local pour gérer la vente de marchandises détaxées ou toute question nécessitant l'utilisation de l'arabe tunisien. Tunisair loue aussi en ACMI un Boeing à la compagnie Lumiwings en attendant la livraison d'un nouvel Airbus commandé. Tunisair loue aussi des appareils pour l'acheminement des pèlerins musulmans à l'occasion du hajj. En 2023, il s'agit d'un Airbus A330 de la compagnie maltaise Mareth Aero.
Le 31 juillet 2024, le PDG Khaled Chelly ainsi que le chef du syndicat interne sont écroués pour des accusations de corruption. Le 1er août, la justice ouvre une enquête contre le PDG et sept autres personnes pour abus de pouvoir, faux et usage de faux, sollicitation de pots-de-vin.

## Alliance
Dès 1999, Tunisair est candidate à une entrée au sein de Skyteam, deuxième alliance du marché aérien, qui comprend notamment Air France-KLM et Delta Air Lines. Finalement, la compagnie tunisienne se désiste face aux prérequis d'une telle adhésion et à la suite des désaccords sur la desserte de Paris. Tunisair adhère en novembre 2006 à ARABESK (en), une alliance aérienne pan-arabe composée de sept compagnies aériennes nationales.
Le 9 novembre 2021, Tunisair signe avec la compagnie Emirates un accord de partage de code permettant à la compagnie tunisienne de vendre des sièges entre Tunis et Dubaï.

## Réseau

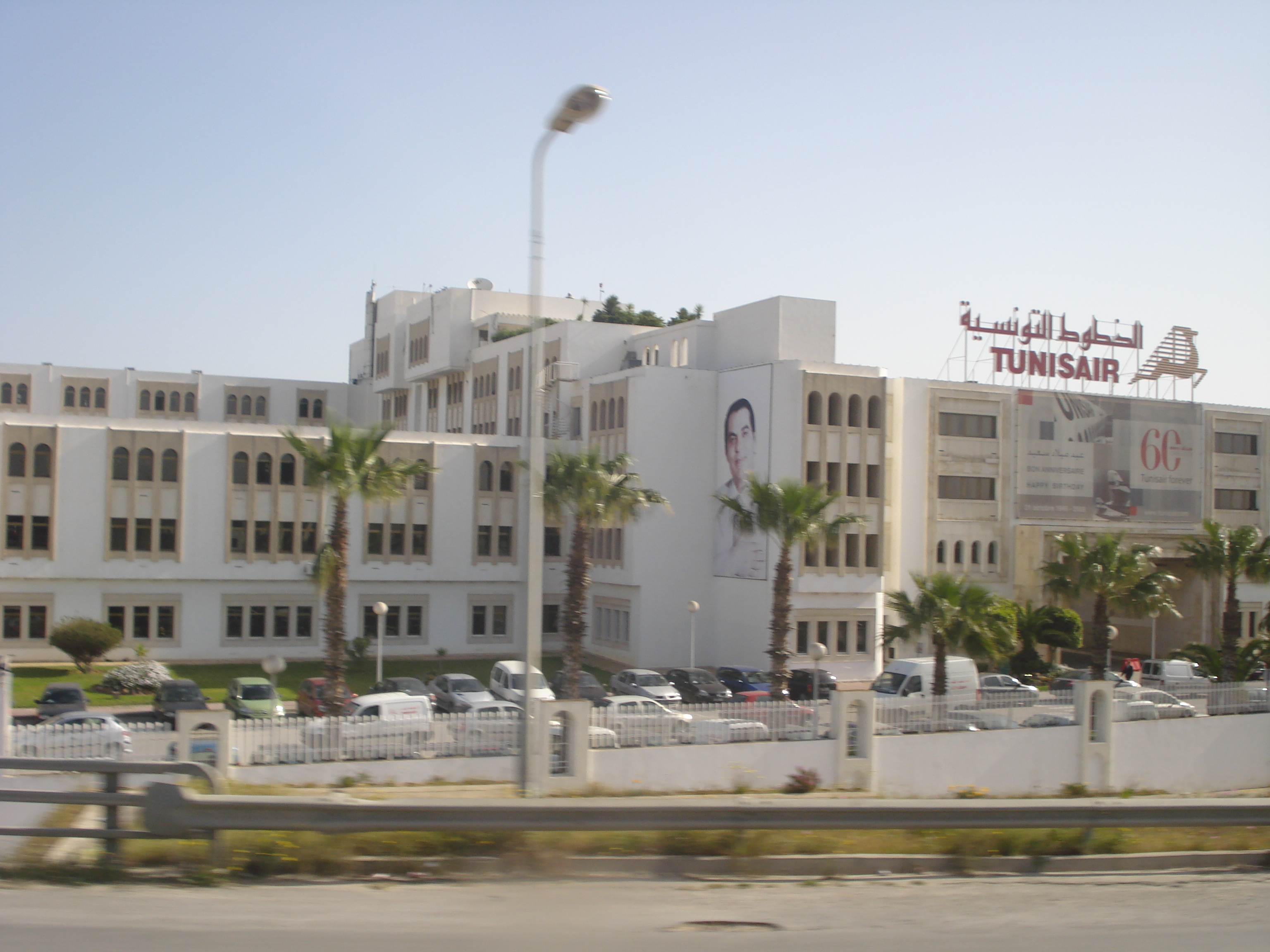
Siège social de Tunisair en avril 2009.

En février 2023, le réseau de Tunisair s'étend sur une quarantaine de destinations.

## Flotte

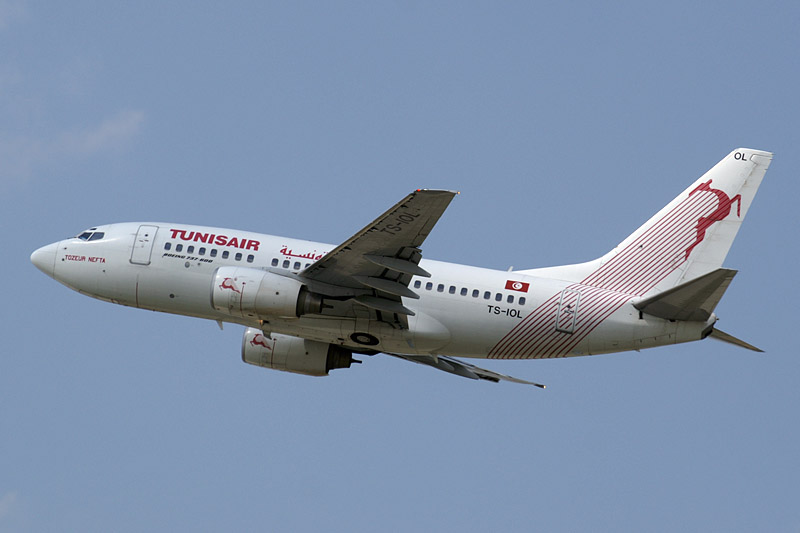
Boeing 737-600 (Tozeur Nefta).

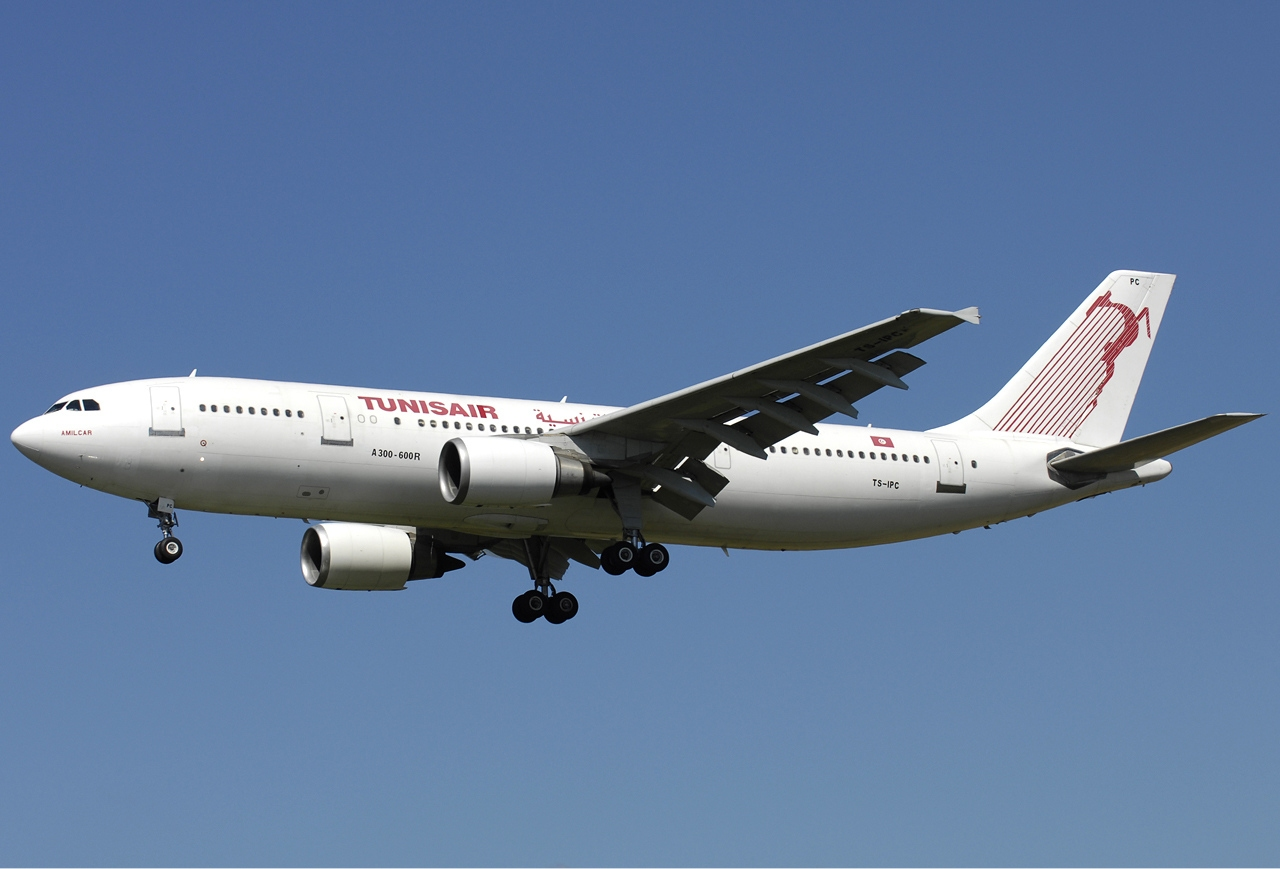
Airbus A300-600R (Amilcar), le plus ancien avion de la flotte et qui n'est plus en exploitation depuis février 2014.

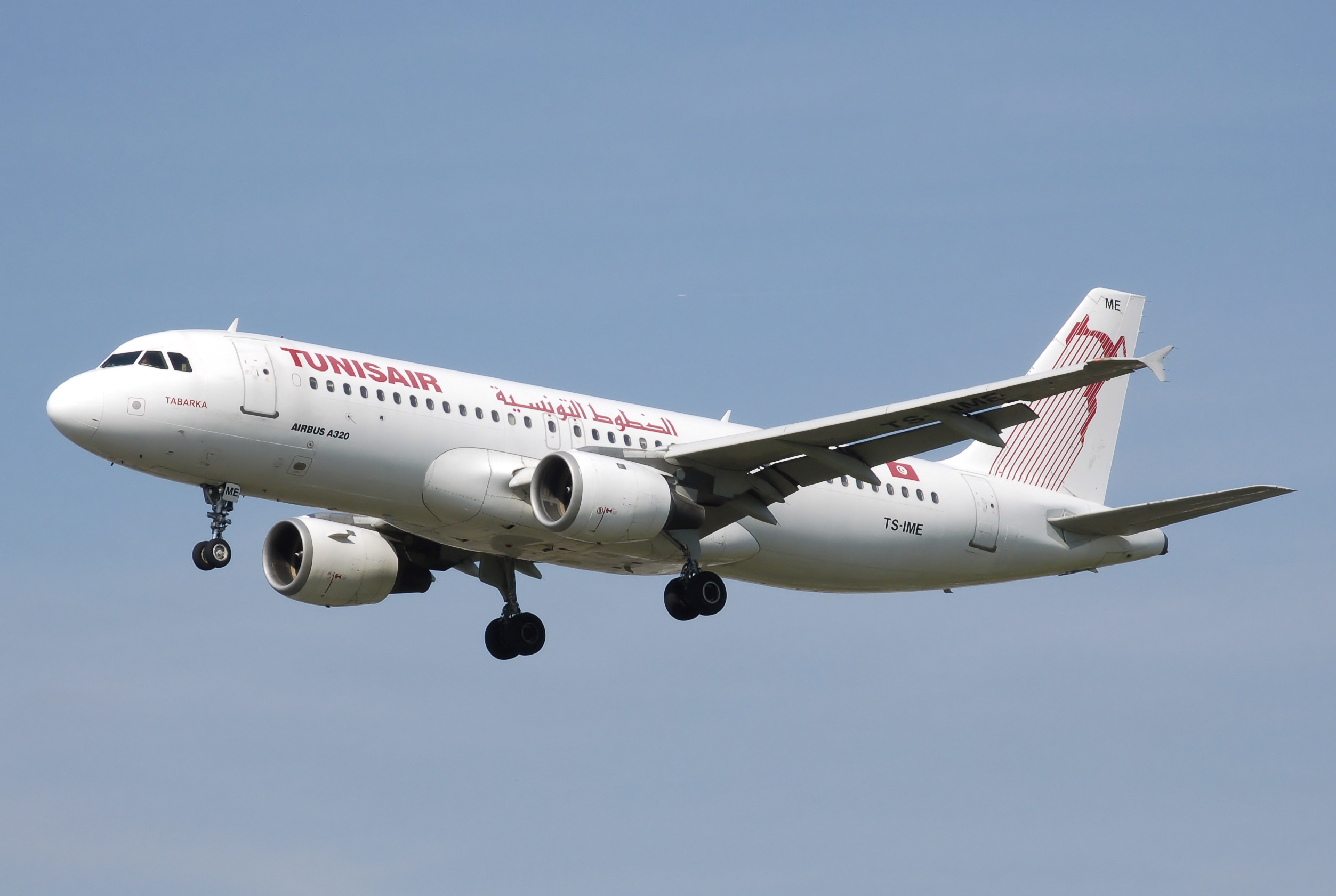
Airbus A320-211 (Tabarka).

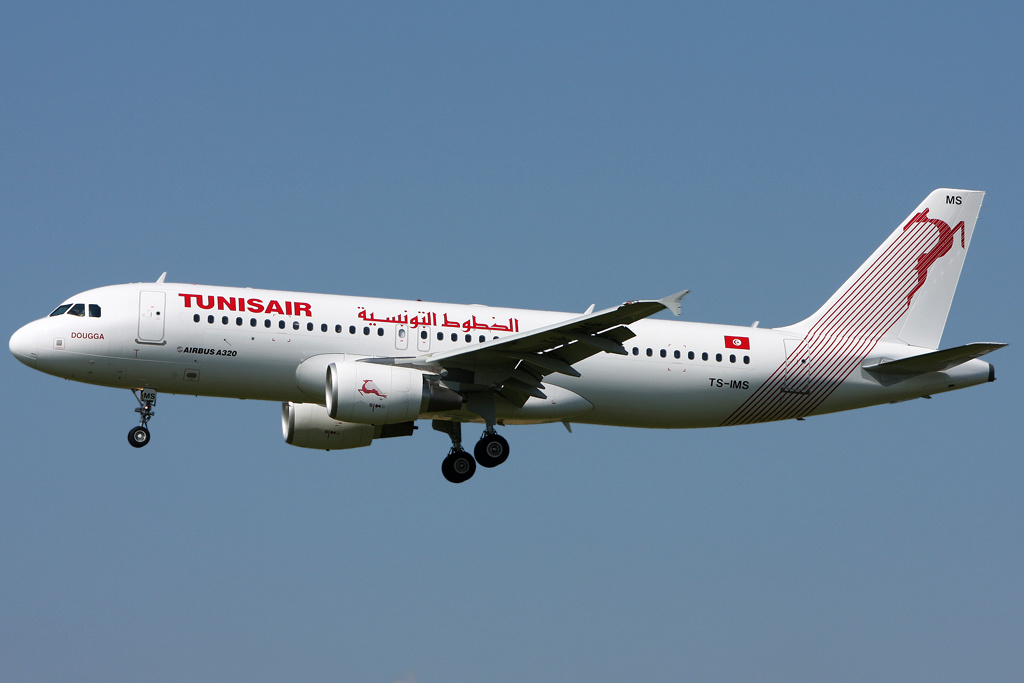
Airbus A320-214 (Dougga).

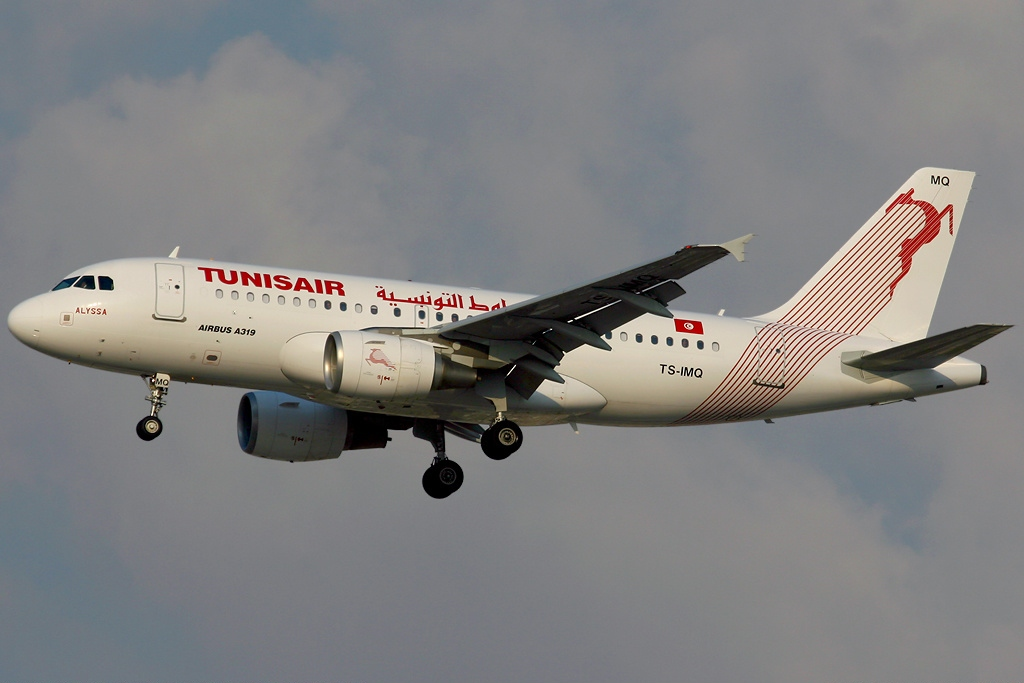
Airbus A319-115LR (Alyssa).

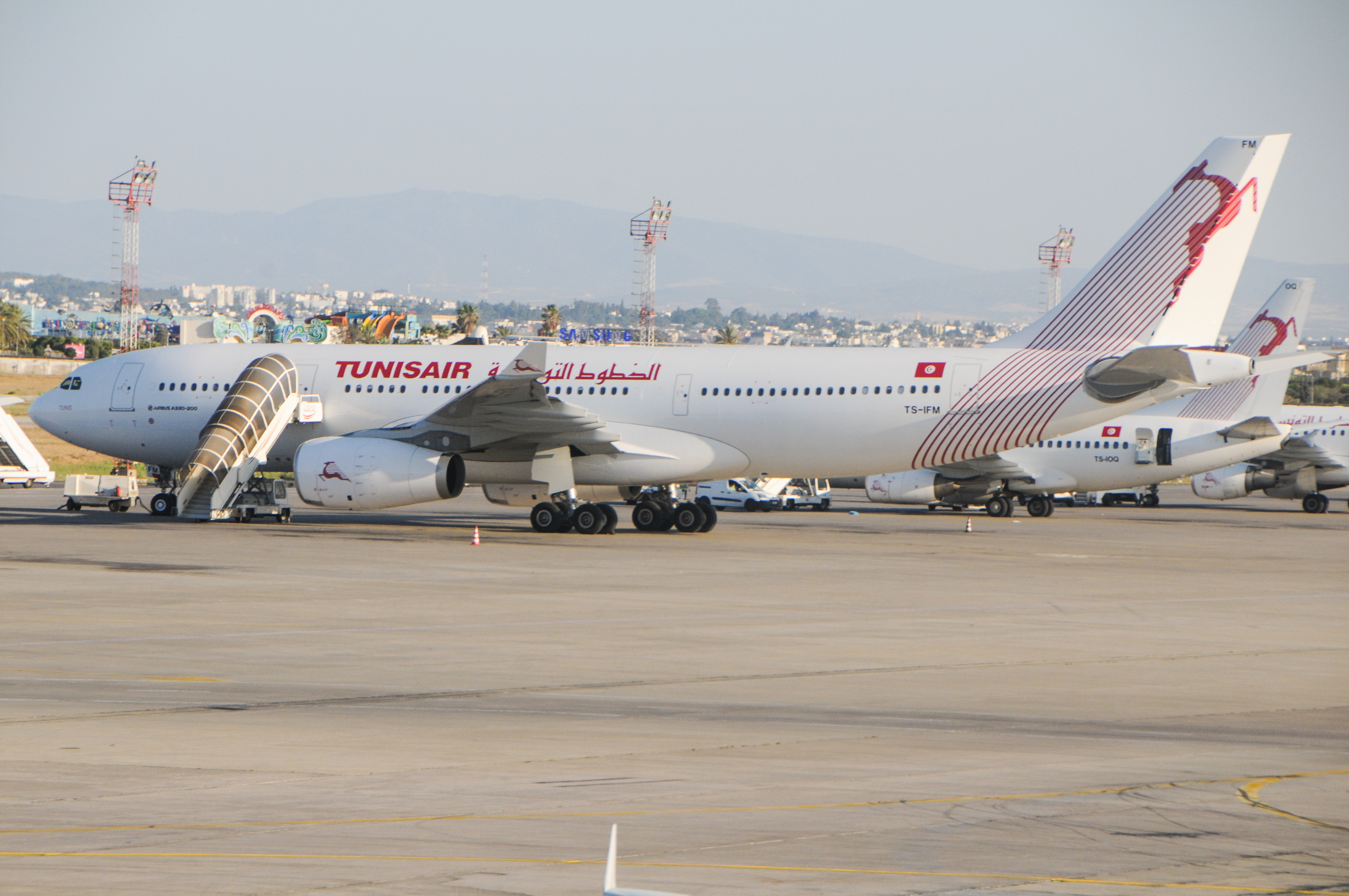
Airbus A330-200 (Tunis).

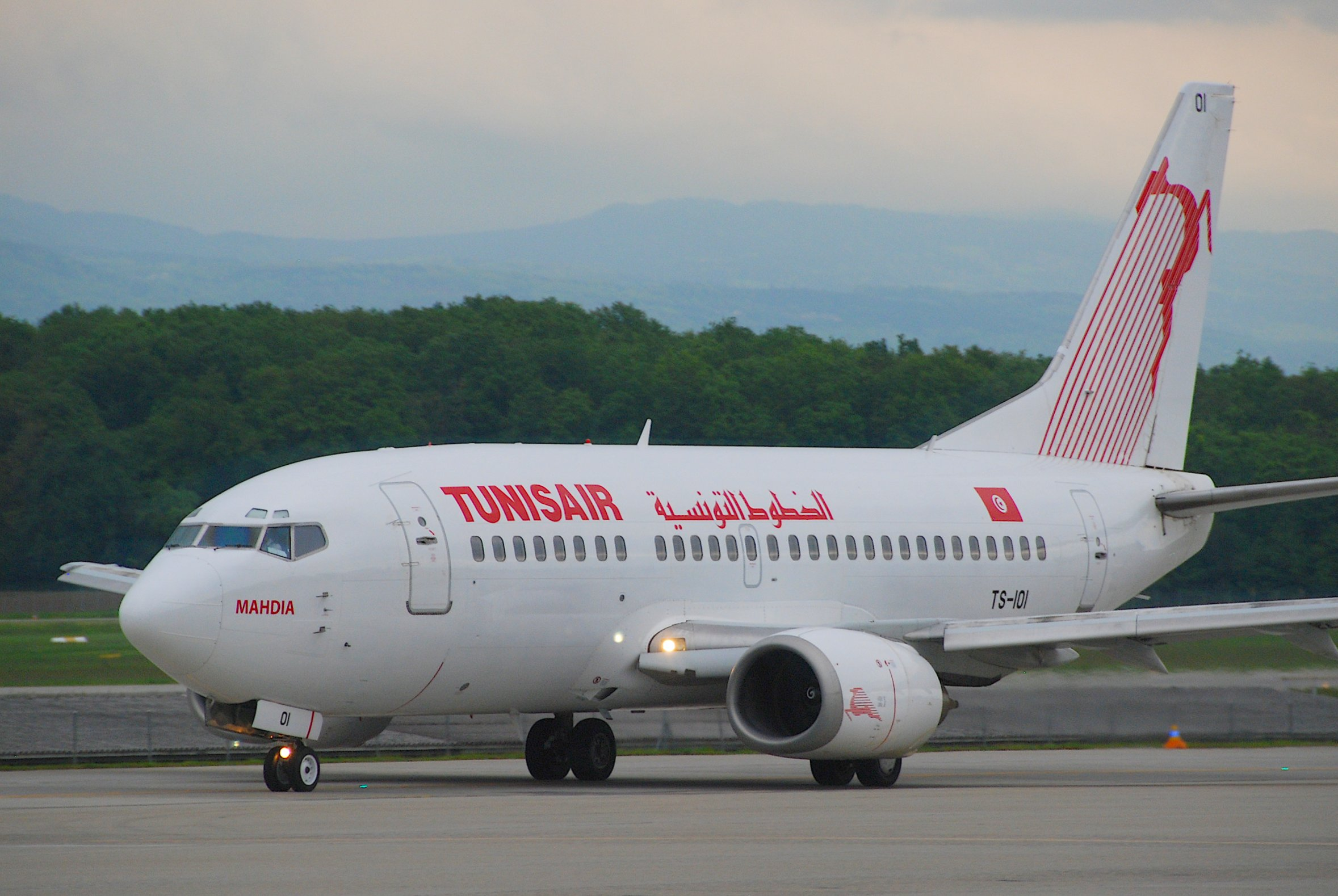
Boeing 737-500 (Mahdia).

En 2024, Tunisair exploite une flotte de quatre Airbus A320 Neo, dix Airbus A320-200 et deux Airbus A330-200 d'un âge moyen de 10 ans.
| Type d'appareil  | Nom de baptême  | Configuration de la cabine                                                   | Date de livraison | Immatriculation              |
| ---------------- | --------------- | ---------------------------------------------------------------------------- | ----------------- | ---------------------------- |
| Airbus A320-214  | Habib Bourguiba | Classe affaires de 32 sièges/Classe économique de 114 sièges                 | 25 juin 2010      | TS-IMR                       |
| Airbus A320-214  | Dougga          | Classe affaires de 32 sièges/Classe économique de 114 sièges                 | 6 mai 2011        | TS-IMS                       |
| Airbus A320-214  | Aziza Othmana   | Classe affaires de 32 sièges/Classe économique de 114 sièges                 | 16 juillet 2012   | TS-IMT                       |
| Airbus A320-214  | Sousse          | Classe affaires de 32 sièges/Classe économique de 114 sièges                 | 12 février 2013   | TS-IMU                       |
| Airbus A320-214  | Ibn Jazzar      | Classe affaires de 32 sièges/Classe économique de 114 sièges                 | 30 avril 2013     | TS-IMV                       |
| Airbus A320-214  | Farhat-Hached,  | Classe affaires de 32 sièges/Classe économique de 114 sièges                 | 28 novembre 2014  | TS-IMW (équipé de sharklets) |
| Airbus A330-243  | Tunis           | Classe affaires de 24 sièges/Classe économique de 236 sièges (long courrier) | 9 juin 2015       | TS-IFM                       |
| Airbus A330-243  | Sidi Bou Saïd   | Classe affaires de 24 sièges/Classe économique de 236 sièges (long courrier) | 24 août 2015      | TS-IFN                       |
| Airbus A320-251N | Carthage        | Classe affaire de 12 sièges/Classe économique de 138 sièges                  | 23 décembre 2021  | TS-IMX                       |
| Airbus A320-251N | Sbeïtla         | Classe affaire de 12 sièges/Classe économique de 138 sièges                  | 10 février 2022   | TS-IMY                       |
| Airbus A320-251N | El Joumhouria   | Classe affaire de 12 sièges/Classe économique de 138 sièges                  | 28 octobre 2022   | TS-IMZ                       |
| Airbus A320-251N |                 | Classe affaire de 12 sièges/Classe économique de 138 sièges                  | 3 décembre 2022   | TS-IMA                       |
| Airbus A320-214  |                 | Classe affaires de 16 sièges/Classe économique de 120 sièges                 | 29 mai 2023       | TS-ITA                       |
| Airbus A320-214  |                 | Classe affaires de 16 sièges/Classe économique de 120 sièges                 | 29 juillet 2023   | TS-ITB                       |
| Airbus A320-251N |                 | Classe affaire de 12 sièges/Classe économique de 138 sièges                  | 25 août 2023      | TS-IMB                       |
| Airbus A320-214  |                 | Classe affaire de 12 sièges/Classe économique de 138 sièges                  | 15 novembre 2023  | TS-ITC                       |
| Airbus A320-214  |                 | Classe affaire de 12 sièges/Classe économique de 138 sièges                  | 14 décembre 2023  | TS-ITD                       |

La compagnie confirme le 16 juillet 2008 la commande de 19 Airbus dont seize ferme (trois A350-800, trois A330-200 et dix A320), qui avait été annoncée lors de la visite du président français Nicolas Sarkozy en Tunisie en avril 2008 ; les A320 auront des réacteurs CFM56-5B fabriqués par CFM International. La première livraison a lieu le 25 juin 2010 ; le deuxième avion de la commande, de type Airbus A320-200 et baptisé Dougga, est réceptionné le 6 mai 2011 à Hambourg et le 4e appareil, baptisé Sousse, le 12 février 2013. En septembre 2012, le PDG confirme la commande faite en 2008, réduite à treize avions (annulation de la commande de trois A350-800) dont trois ont déjà été réceptionnés.
Après l'entrée en service de son premier A330-200, Tunisair prend possession, le 24 août 2015, de son deuxième Airbus A330-200 baptisé Sidi Bou Saïd et immatriculé TS-IFN.
En août 2016, Tunisair convient, avec Airbus, de la conversion des quatre A320 et du A330 restants de la commande de 2008 en cinq A320Neo, la version remotorisée et améliorée de l'avionneur. Le 23 décembre 2021, Tunisair reçoit le premier des cinq avions commandés, un A320Neo baptisé Carthage et immatriculé TS-IMX ; le deuxième A320Neo, baptisé Sbeïtla et immatriculé TS-IMY, est reçu le 10 février 2022, le troisième baptisé El Joumhouria et immatriculé TS-IMZ le 28 octobre et le quatrième immatriculé TS-IMA le 3 décembre, dans l'attente de la livraison du dernier appareil en 2023.
| Type d'appareil    | Nom de baptême | Configuration de la cabine                                   | Date de livraison                   | Date de retrait   | État                                                       | Immatriculation |
| ------------------ | -------------- | ------------------------------------------------------------ | ----------------------------------- | ----------------- | ---------------------------------------------------------- | --------------- |
| Boeing 737-200     | Salammbô       | Classe économique de 126 sièges                              | 22 octobre 1979                     |                   | Démantelé                                                  | TS-IOC          |
| Boeing 737-200     | Bulla Regia    | Classe économique de 126 sièges                              | 14 novembre 1979                    |                   | Stocké                                                     | TS-IOD          |
| Boeing 737-200     | Zarzis         | Classe économique de 126 sièges                              | 27 avril 1981                       | 20 mai 2001       | Opère chez Vision Air International                        | TS-IOE          |
| Boeing 737-200     | Sousse         | Classe économique de 126 sièges                              | 30 juin 1981                        | 1er octobre 2002  | Opère chez Vision Air International                        | TS-IOF          |
| Boeing 737-300     |                | Classe affaire de 6 sièges/Classe économique de 120 sièges   | 1er mars 1992                       | 4 mai 1996        | Stocké                                                     | TS-IEC          |
| Boeing 737-300     |                | Classe affaire de 6 sièges/Classe économique de 120 sièges   | 26 avril 1992                       | 29 octobre 1996   | Démantelé                                                  | TS-IED          |
| Boeing 737-500     | Sfax           | Classe économique de 126 sièges                              | 10 avril 1992                       | 31 décembre 2012  | Retiré du service                                          | TS-IOG          |
| Boeing 737-500     | Hammamet       | Classe économique de 126 sièges                              | 21 mai 1993                         | 31 décembre 2012  | Retiré du service                                          | TS-IOH          |
| Boeing 737-500     | Mahdia         | Classe économique de 126 sièges                              | 1er mars 1994                       | 5 janvier 2014    | Retiré du service                                          | TS-IOI          |
| Boeing 737-500     | Monastir       | Classe économique de 126 sièges                              | 9 mars 1995                         | 5 janvier 2014    | Retiré du service                                          | TS-IOJ          |
| Boeing 737-600     | Tozeur Nefta   | Classe économique de 126 sièges                              | 28 mai 1999                         |                   | Stocké                                                     | TS-IOL          |
| Boeing 737-600     | Carthage       | Classe économique de 126 sièges                              | 9 juillet 1999                      | 22 août 2019      | Retiré du service                                          | TS-IOM          |
| Boeing 737-600     | El Jem         | Classe économique de 126 sièges                              | 8 mai 2000                          |                   | Stocké                                                     | TS-IOP          |
| Boeing 737-600     | Bizerte        | Classe économique de 126 sièges                              | 25 mai 2000                         |                   | Stocké                                                     | TS-IOQ          |
| Boeing 737-600     | Tahar Haddad   | Classe économique de 126 sièges                              | 13 avril 2001                       |                   | Stocké                                                     | TS-IOR          |
| Airbus A319-114    | El Kantaoui    | Classe économique de 144 sièges                              | 21 août 1998                        | 14 décembre 2017  | Retiré du service                                          | TS-IMJ          |
| Airbus A319-114    | Kerkennah      | Classe économique de 144 sièges                              | 16 septembre 1998                   | 23 janvier 2017   | Retiré du service                                          | TS-IMK          |
| Airbus A320-211    | Farhat Hached  | Classe affaires de 25 sièges/Classe économique de 120 sièges | 17 octobre 1990                     | 6 février 2013    | Accidenté et stocké à l'aéroport de Tunis-Carthage         | TS-IMB          |
| Airbus A320-211    | Sbeïtla        | Classe affaires de 25 sièges/Classe économique de 120 sièges | 6 novembre 1990                     | 30 mai 2016       | Retiré du service                                          | TS-IMC          |
| Airbus A320-211    | Khereddine     | Classe affaires de 25 sièges/Classe économique de 120 sièges | 4 juillet 1991                      | 20 janvier 2019   | Retiré du service                                          | TS-IMD          |
| Airbus A320-211    | Tabarka        | Classe affaires de 25 sièges/Classe économique de 120 sièges | 8 juillet 1992                      | 31 décembre 2015  | Retiré du service                                          | TS-IME          |
| Airbus A320-211    | Abou El Kacem  | Classe économique de 174 sièges                              | 30 mars 1994                        |                   | Stocké                                                     | TS-IMG          |
| Airbus A320-211    | Ali Belhouane  | Classe économique de 174 sièges                              | 18 avril 1994                       |                   | Stocké                                                     | TS-IMH          |
| Airbus A320-211    | Jugurtha       | Classe économique de 174 sièges                              | 24 mars 1995                        |                   | Stocké                                                     | TS-IMI          |
| Airbus A320-211    | Gafsa El Ksar  | Classe affaires de 25 sièges/Classe économique 120 sièges    | 3 mars 1999                         |                   | Stocké                                                     | TS-IML          |
| Airbus A320-211    | Le Bardo       | Classe économique de 174 sièges                              | 26 mars 1999                        |                   | Stocké                                                     | TS-IMM          |
| Airbus A320-211    | Ibn Khaldoun   | Classe économique de 174 sièges                              | 30 mars 2000                        |                   | Stocké                                                     | TS-IMN          |
| Airbus A320-211    | La Galite      | Classe affaires de 25 sièges/Classe économique de 120 sièges | 3 juin 2002                         |                   | Stocké                                                     | TS-IMP          |
| Airbus A300-B4-200 | Amilcar        |                                                              | 28 mai 1982                         | 17 janvier 2002   | Démantelé                                                  | TS-IMA          |
| Airbus A300-600    | Sidi Bou Saïd  | Classe affaires de 28 sièges/Classe économique de 235 sièges | 1er mars 2000 (11 juin 1990)        | 6 janvier 2014    | Vendu (à une société américaine de démantèlement d'avions) | TS-IPA          |
| Airbus A300-600    | Tunis          | Classe affaires de 28 sièges/Classe économique de 235 sièges | 17 février 2000 (25 septembre 1990) | 30 décembre 2013  | Vendu (à une société américaine de démantèlement d'avions) | TS-IPB          |
| Airbus A300-600    | Amilcar        | Classe affaires de 28 sièges/Classe économique de 235 sièges | 30 mars 2001 (16 mai 1989)          | 10 avril 2014     | Stocké sur le tarmac de Tunisair Technics                  | TS-IPC          |
| Boeing 737-600     | Kairouan       | Classe économique de 126 sièges                              | 25 mai 1999                         | 15 septembre 2022 | Retiré du service                                          | TS-IOK          |
| Boeing 737-600     | Utique         | Classe économique de 126 sièges                              | 21 avril 2000                       | 11 mars 2022      | Retiré du service                                          | TS-ION          |
| Airbus A320-211    | Djerba         | Classe économique de 174 sièges                              | 2 décembre 1992                     | 7 novembre 2022   | Retiré du service                                          | TS-IMF          |
| Airbus A319-114    | Hannibal       | Classe affaires de 16 sièges/Classe économique de 90 sièges  | 18 avril 2001                       | septembre 2024    | Stocké à l'aéroport de Tunis-Chartage                      | TS-IMO          |
| Airbus A319-112    | Alyssa         | Classe affaires de 16 sièges/Classe économique de 90 sièges  | 23 avril 2007                       | 11 octobre 2023   | Stocké à l'aéroport de Tunis-Chartage                      | TS-IMQ          |

## Incidents
Depuis la fondation de la compagnie, aucun accident n'est à déplorer. Dans le classement 2008 des compagnies les plus sûres au monde établi par l'observatoire de la sécurité aérienne et du tourisme, basé à Genève, Tunisair est la seule compagnie aérienne africaine classée dans la catégorie A aux côtés de transporteurs comme Lufthansa, Qatar Airways, Singapore Airlines et United Airlines,.
Toutefois, quelques incidents mineurs se sont produits. Ainsi, le 20 août 2005, 83 touristes embarquent de Genève pour un vol direct à destination de Djerba. Après une heure de vol, et alors que l'avion se trouve à 10 000 mètres, les masques à oxygène tombent et le Boeing 737-600 entame une descente rapide (ou d'urgence), procédure normale en cas de dépression de la cabine. À 3 000 mètres, l'avion, atteignant l'altitude de sécurité (altitude où l'air est respirable), se stabilise enfin. Un problème de pressurisation est annoncé et l'avion atterrit en urgence à Tunis où des médecins et des psychologues attendent les passagers. Trois heures plus tard, après la remise en place des masques d'oxygène et le remplacement du circuit, ils peuvent repartir pour Djerba. Helmi Hassine, représentant général de Tunisair pour la Suisse, confirme l'alarme due à une dépressurisation de la cabine et déclare que l'équipage a appliqué à la lettre la procédure préconisée par Boeing. Depuis, l'avion a volé à nouveau après un contrôle.
Le 10 octobre 2008, le vol 437 assuré par un Boeing 737-600, immatriculé TS-IOK, reliant Paris-Orly à Tozeur effectue un arrêt-décollage. Alors que l'avion décolle à une vitesse de 114 KIAS, l'empennage racle la piste. Cinq secondes plus tard, l'avion atteignant une hauteur maximale de 12 pieds, le commandant sent la difficulté à maîtriser l'avion et décide d'interrompre le décollage en tirant les manettes des gaz au ralenti. L'avion se repose sur la piste et ralentit en toute sécurité. Le Bureau français d'enquêtes et d'analyses publie son rapport final en concluant que la cause probable de l'incident a été « la rotation prématurée par le commandant à très basse vitesse. Le manque de communication entre le commandant de bord et le copilote, qui n'a pas permis à l'équipage de prendre conscience de l'action inappropriée à une phase critique du vol, a contribué à la rotation prématurée ».
Le 19 août 2010, le vol 722 assuré par un Airbus A300-600, reliant Tunis à Paris et dont le pilote ne répondait pas à la radio, est escorté par des avions de chasse et se pose sans encombre à l'aéroport d'Orly. C'est en raison d'un souci de communication et d'une altitude de vol un peu basse que l'alerte aurait été déclenchée selon l'AFP. La compagnie nie le problème de communication et justifie l'altitude de l'avion par la demande des contrôleurs d'Ajaccio.
Le 6 février 2013, l'Airbus A320 immatriculé TS-IMB, vol 712, reliant Casablanca à Tunis avec 75 passagers et neuf membres d'équipage à bord, vient juste de se poser, vers 14 h 15, lorsque, dans des circonstances encore inexpliquées mais qui pourraient être liées aux conditions atmosphériques et aux vents très forts, la sortie de piste (piste 19) de l'appareil sur plusieurs mètres entraîne la rupture de son train avant. Une évacuation rapide a lieu et aucun des passagers ou des membres de l'équipage n'est blessé. À la suite de son expertise et au vu des coûts de réparation, ce dernier est retiré de la flotte.